# Maciej (kasztelan bydgoski)
Maciej – kasztelan bydgoski w latach 1347–1370.
Pochodził z rodu Leszczyców.
Został powołany na urząd kasztelana przez Kazimierza Wielkiego. Pełnił go do końca okresu władztwa króla.
Prawdopodobnie po nim właśnie pochodzi herb Leszczyców w godle miasta Bydgoszczy, którą przedstawia pieczęć z 1362 r.